# Sándor Erdély

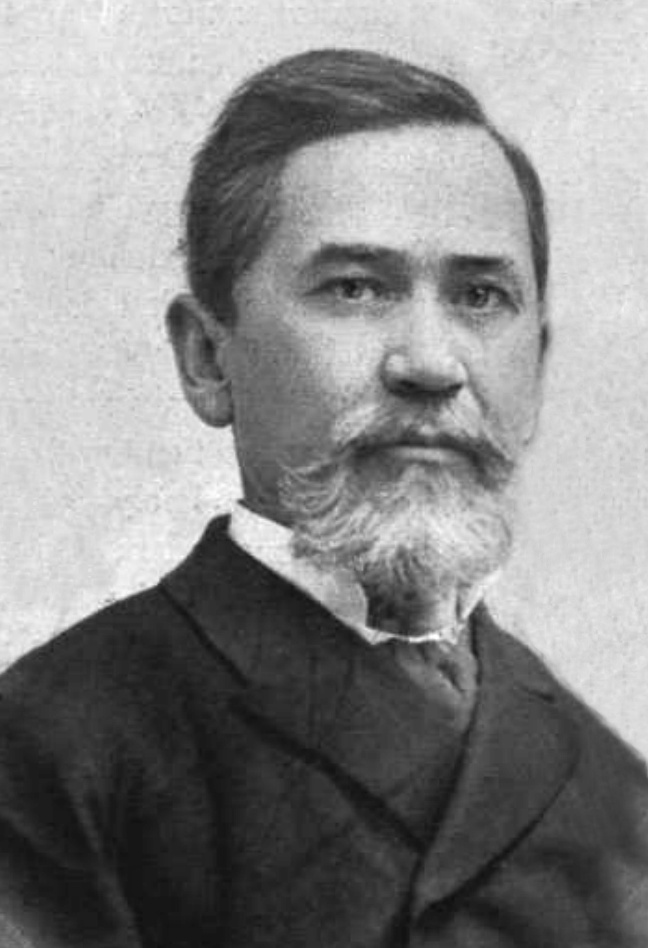
Sándor Erdély (1895)

Sándor Erdély von Csicsó und Csíkménaságújfalva (* 1. August 1839 in Köröskisjenő, Komitat Bihar; † 15. Mai 1922 in Budapest) war ein ungarischer Politiker, Jurist und Justizminister.

## Leben
Erdély studierte Jura in Pest und legte die Advokatenprüfung ab. Anschließend war er zunächst als Beamter bei der Stadt Buda tätig und war ab 1871 Richter. Ab 1886 war er Richter an der Kúria, dem obersten Gericht des Königreichs Ungarn. 1892 wurde er unter Justizminister Dezső Szilágyi Staatssekretär im Justizministerium. Im Folgejahr wurde er bei einer Nachwahl als Mitglied der Liberalen Partei Reichstagsabgeordneter für den Wahlkreis Dunaszerdahely im Komitat Pozsony, den er bis 1901 innehatte. Von 15. Januar 1895 bis 26. Februar 1899 war er Justizminister im Kabinett von Ministerpräsident Dezső Bánffy. Von 1901 bis 1906 und von 1910 bis 1918 war Erdély erneut Reichstagsabgeordneter, nun für den Wahlkreis Bán im Komitat Trencsén.